# Cristina Llovera
Cristina Llovera Rossell (* 1. Oktober 1996 in Andorra la Vella) ist eine ehemalige andorranische Leichtathletin, die sich auf den Sprint spezialisiert hat. Aktuell ist sie Inhaberin der Landesrekorde über 100 und 200 Meter. 

## Sportliche Laufbahn
Erste internationale Erfahrungen sammelte Cristina Llovera im Jahr 2012, als sie bei den Europameisterschaften in Helsinki mit 13,01 s in der ersten Runde im 100-Meter-Lauf ausschied. Anschließend schied sie bei den Juniorenweltmeisterschaften in Barcelona mit 13,07 s im Vorlauf aus, ehe sie bei den Olympischen Sommerspielen in London mit 12,78 s in der Vorausscheidungsrunde ausschied. Im Jahr darauf kam sie bei den Jugendweltmeisterschaften in Donezk mit 12,92 s nicht über den Vorlauf hinaus und 2015 entschied sie bei der 3. Liga der Team-Europameisterschaft, die im Zuge der Europaspiele in Baku ausgetragen wurden, in 12,34 s das B-Finale über 100 Meter für sich. Zudem wurde sie im 200-Meter-Lauf in 25,61 s Dritte im B-Lauf und gelangte mit der 4-mal-100-Meter-Staffel mit 50,76 s auf Rang zwei im B-Lauf und mit der 4-mal-400-Meter-Staffel mit 4:17,57 min auf Rang vier im B-Lauf. Anschließend schied sie bei den Junioreneuropameisterschaften in Eskilstuna mit 12,19 s in der ersten Runde über 100 Meter aus. 2018 schied sie bei den Hallenweltmeisterschaften in Birmingham mit 7,84 s im Vorlauf über 60 Meter aus und im selben Jahr beendete sie ihre aktive sportliche Karriere im Alter von 22 Jahren.

## Persönliche Bestzeiten
- 100 Meter: 12,01 s (+1,5 m/s), 16. Juni 2018 in Gavà
  - 60 Meter (Halle): 7,73 s, 11. Februar 2018 in Salamanca
- 200 Meter: 24,95 s (+1,4 m/s), 9. Juni 2018 in Schaan